# 普利斯庫斯

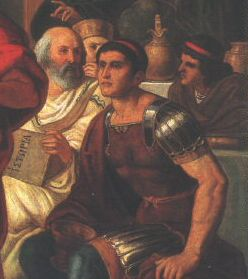
匈牙利画家莫尔·坦恩1870年的画作《阿提拉之宴》上的普里斯库斯，手中拿着他的著作《历史》（画家误拼作ΙΣΤΩΡΙΑ，正确拼法是ΙΣΤΟΡΙΑ，《拜占庭史》）

帕尼翁的普利斯库斯（拉丁語：Priscus Panites）是5世纪时期罗马的一位外交官、历史学家、雄辩家。
出生在希腊的帕尼翁（位于色雷斯，在今伊斯坦布尔附近），其生年大约在410年至412年之间。448年，他跟随马克西米努斯的使团，奉狄奥多西二世之命出使匈人帝国，面见其王阿提拉。在那里，他遇见了一位身着西徐亚人（或匈人）服饰的希腊人。此人在费米拉孔陷落之后被匈人掳去达八年之久，成为奥尼吉修斯的奴隶，后来被释放成为自由人。此人认为自己在匈人统治下的生活比在罗马帝国要好得多，普利斯库斯因此与他进行了辩论。
后来普利斯库斯前往埃及的亚历山大港和提拜德。大约在456年左右，他在马尔西安的朝廷里当官。大约在472年之后去世。著有希腊文著作《拜占庭史》（Βυζαντινή Ιστορία）。